# Vincenzo Mangiacapre
Vincenzo Mangiacapre (n. 17 ianuarie 1989, Marcianise, Campania, Italia) este un boxer ce a reprezentat Italia, medaliat olimpic. A participat la două ediții ale Jocurilor Olimpice (2012, 2016) în care a câștigat o medalie de bronz.

## Participări
Lista de mai jos prezintă principalele competiții la care a participat Vincenzo Mangiacapre de-a lungul carierei.
- boxing at the 2012 Summer Olympics – men's light welterweight[*]